# 32-й Берлинский международный кинофестиваль
32-й Берлинский международный кинофестиваль прошёл с 12 по 23 февраля 1982 года в Западном Берлине.

## Жюри
- Джоан Фонтейн (председатель жюри)
- Владимир Баскаков
- Брижит Фоссе
- Джо Хембус
- Ласло Лугошши
- Джан Луиджи Ронди
- Хельма Сандерс-Брамс
- Мринал Сен
- Дэвид Стрэттон

## Конкурсная программа
- Без злого умысла, режиссёр Сидни Поллак
- Любовь женщин, режиссёр Мишель Суттер
- Поручительство на год, режиссёр Герман Цшохе
- Дрожь , режиссёр Войцех Марчевский
- Уничтожение улицы Ангелов, режиссёр Дональд Кромби
- Маркиз дель Грилло , режиссёр Марио Моничелли
- Девушка с рыжими волосами , режиссёр Бен Вербонг
- Реквием , режиссёр Золтан Фабри
- Странное дело , режиссёр Пьер Гранье-Дефер
- Неподходящая работа для женщины, режиссёр Кристофер Петит
- Преднамеренное убийство, режиссёр Кэй Кумаи
- Бесхитростное убийство, режиссёр Хассе Альфредсон
- Роман с Амелией, режиссёр Ульрих Тайн
- Испытание силы, режиссёр Хайди Жене
- Встречи в Бейруте, режиссёр Борхане Алауи
- Первая немецкая революция, режиссёр Гельмут Хербст
- Мужики!.., режиссёр Искра Бабич
- Прощай земля, режиссёр Мицуо Янагимати
- Любовь родины, режиссёр Джин Ванг
- Повторное погружение, режиссёр Шимон Дотан

## Награды
- Золотой медведь:
  - Тоска Вероники Фосс, режиссёр Райнер Вернер Фассбиндер
- Золотой медведь за лучший короткометражный фильм:
  - Loutka, prítel cloveka
- Серебряный медведь:
- Серебряный медведь за лучшую мужскую роль:
  - Мишель Пикколи — Странное дело
  - Стеллан Скарсгард — Бесхитростное убийство
- Серебряный медведь за лучшую женскую роль:
  - Катрин Засс — Поручительство на год
- Серебряный медведь за лучшую режиссёрскую работу:
  - Марио Моничелли — Маркиз дель Грилло
- Серебряный медведь за лучший сценарий короткометражного фильма:
  - Три монаха
- Серебряный медведь за выдающиеся персональные достижения:
  - Золтан Фабри — Реквием
- Серебряный медведь - специальный приз жюри:
  - Дрожь
- Почётное упоминание:
  - Сидни Поллак — Без злого умысла
  - Дональд Кромби — Уничтожение улицы Ангелов
  - Искра Бабич — Мужики!..
- Приз международной ассоциации кинокритиков (ФИПРЕССИ):
  - Биографии
  - Наш голос земли, памяти и будущего
- Приз ФИПРЕССИ (конкурсная программа):
  - Дрожь
- Приз ФИПРЕССИ (программа «Форум»):
  - Пастораль
- Приз имени Отто Дибелиуса международного евангелического жюри:
- Приз имени Отто Дибелиуса международного евангелического жюри (конкурсная программа):
  - Странное дело
- Приз имени Отто Дибелиуса международного евангелического жюри (программа «Форум»):
  - Е
  - Биографии
- Приз международного евангелического жюри - специальная рекомендация:
- Приз международного евангелического жюри - специальная рекомендация (конкурсная программа):
  - Дрожь
- Приз Международной Католической организации в области кино (OCIC):
- Приз Международной Католической организации в области кино (конкурсная программа):
  - Поручительство на год
- Приз Международной Католической организации в области кино (программа «Форум»):
  - Наш голос земли, памяти и будущего
- Приз Международной Католической организации в области кино - почётное упоминание:
- Приз Международной Католической организации в области кино - почётное упоминание (программа «Форум»):
  - Пастораль
- Специальная рекомендация Международной Католической организации в области кино:
- Специальная рекомендация Международной Католической организации в области кино (конкурсная программа):
  - Бесхитростное убийство
- Приз Европейской конфедерации художественного кино:
  - Дрожь
- Награда C.I.D.A.L.C.:
  - Бесхитростное убийство
- Награда C.I.D.A.L.C. - почётное упоминание
  - Восхищение Фрэнка Н. Штейна
- Премия Детского фонда ООН (UNICEF):
  - Резиновый Тарзан
- Премия Детского фонда ООН - особое упоминание:
  - Старый охотник на медведей
  - Банановый Пол
- Приз газеты Berliner Morgenpost:
  - Без злого умысла